# U-234
U-234 je bila nemška vojaška podmornica Kriegsmarine, ki je bila dejavna med drugo svetovno vojno.

## Zgodovina
1. oktobra 1941 se je začela gradnja. Naslednje leto je bila še nedokončana podmornica zadeta med letalskim napadom. Po izgubi sestrske ladje, U-233, v juliju 1944 so odločili, da bodo U-234 uporabili kot transportno podmornico med Nemčijo in Japonsko.
U-234 je bila med 2. marcem 1944 in 28. februarjem 1945 šolsko plovilo 5. podmorniške flotilje. 1. marca 1945 je bila dodeljana 33. podmorniški flotilji kot bojno plovilo. Že 25. istega meseca je odplula iz Kiela proti Kristiansandu na Norveškem.
Od tam je 16. aprila 1945 odplula proti Japonski. Njen tovor je obsegal načrte za več vojaških strojev, razstavljeno reaktivno lovsko letalo Messerschmitt Me 262 in 500 kg uranovega oksida. Poleg tega so bili na krovu tudi nekateri visoki inženirji in dva japonska častnika. Ko je posadka 4. maja 1945 izvedela za prekinitev sovražnosti, se je odločila za predajo in tako zaplula proti ZDA. Japonca sta se namesto za predajo odločila za samomor.
Podmornica je 16. maja 1945 priplula v Portsmouth (New Hampshire), kjer se je predala. Nato je bila sprejeta v Vojno mornarico ZDA, kjer so jo uporabljali kot testno/raziskovalno plovilo.
Zadnji test je opravila 20. novembra 1947, ko jo je s torpedom potopila ameriška podmornica USS Greenfish (SS-351).

## Poveljniki
| Poveljniki |                 |                        |                              |
| Št.        | Čin             | Ime                    | Poveljstvo                   |
| 1.         | Kapitanporočnik | Johann-Heinrich Fehler | 2. marec 1944 - 16. maj 1945 |

## Tehnični podatki
| Kategorije                                    | Podatki           |
| --------------------------------------------- | ----------------- |
| Teža (t): na površju pod površjem polna Teža  | 1.763 2.177 2.710 |
| Dolžina (m) - tlačni trup (m)                 | 89,8 - 70,9       |
| Širina (m) - tlačni trup (m)                  | 9,2 - 4,75        |
| Izpodriv (m)                                  | 4,71              |
| Višina (m)                                    | 10,2              |
| Moč (hp): na površju pod podvršjem            | 4.800 1.100       |
| Hitrost (vozlov): na površju pod podvršjem    | 17,0 7,0          |
| Doseg (milja/vozel): na površju pod podvršjem | 18.450/10 93/4    |
| Torpeda/Torpedne cevi                         | 15/2 (na krmi)    |
| Krovni top (mm)                               | 105 (200 granat)  |
| Mine                                          | 66 SMA            |
| Posadka                                       | 48-60             |
| Maksimalni potop (m)                          | 220               |